# Flussbegradigung

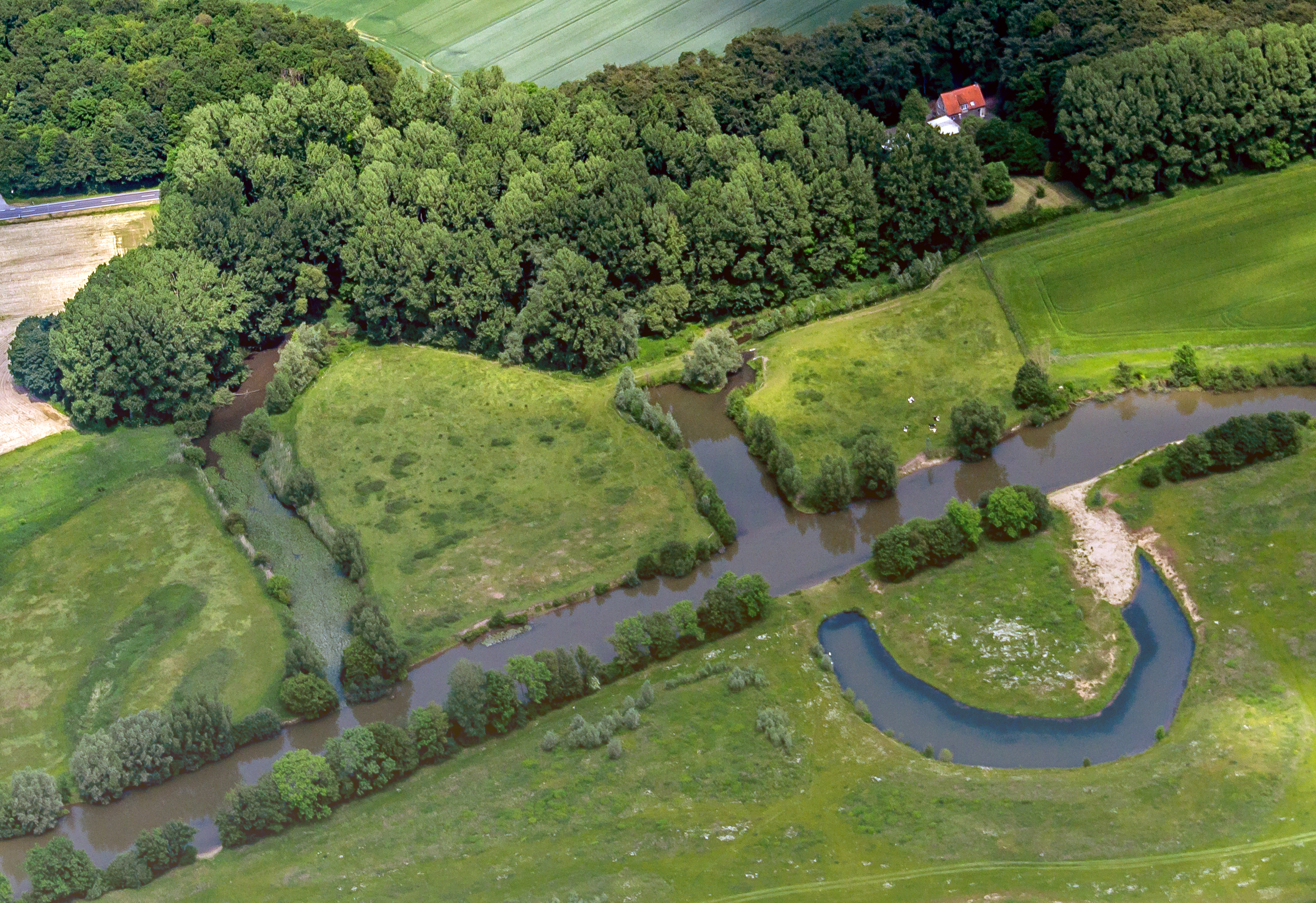
Begradigte Lippe bei Dolberg. An den Altarmen ist der ursprüngliche Flusslauf zu erkennen.

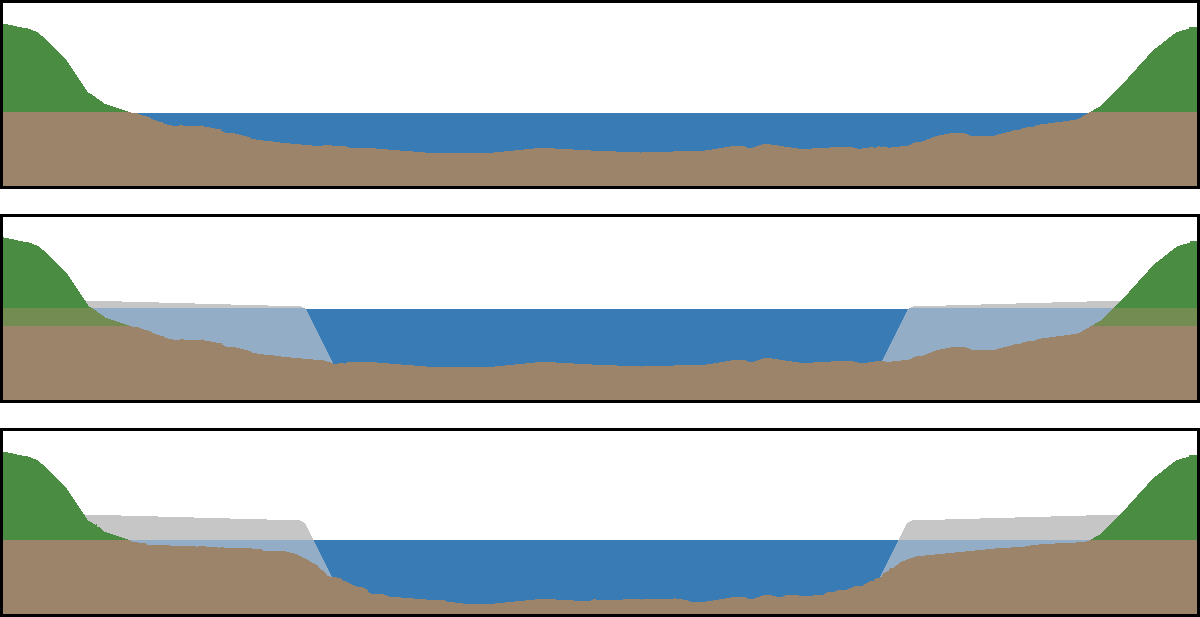
Flussbuhnen steigern bei begradigten Flüssen die Schiffbarkeit durch Fahrrinnenvertiefung

Bei einer Flussbegradigung werden die natürlicherweise vorkommenden Mäander eines Flusses an ihren Hälsen durchstochen. Der Flussverlauf wird dadurch kürzer und gerader; das Wasser fließt schneller. Aus der abgeschnittenen Flussschleife (dem Mäanderbogen) kann ein Altwasser entstehen. Flussbegradigung ist eine Maßnahme des Flussbaus, die eine deutliche Verschlechterung der Gewässergüte bewirkt.

## Geschichte
Die Römer bauten zahlreiche Wasserleitungen und Aquädukte, griffen aber nur selten direkt in Flusslandschaften ein, wie zum Beispiel bei der Umleitung des Flusses Velino in die Nera im Jahr 271 v. Chr., wodurch mit der Cascata delle Marmore der bis heute höchste künstliche Wasserfall der Welt entstand. Erst im Spätmittelalter begannen die Menschen vermehrt mit der Korrektur von Gewässern, unter anderem durch Flussbegradigungen.
Um 1360 wurde begonnen, den Hauptarm der Donau an die Stadt Ingolstadt heranzuführen (vgl. Sandrach).
Der erste urkundlich belegte Versuch einer Schleifenbegradigung in Deutschland fand im Jahr 1391 bei Liedolsheim am Rhein statt.
Im 19. Jahrhundert wurden zahlreiche Varianten von dampfbetriebenen Baggern konstruiert und gebaut. Für den Bergbau und für den Bau von Kanälen für Schifffahrt, Bewässerung und Entwässerung wurden leistungsfähige Eimerkettenbagger und Schaufelradbagger entwickelt und gebaut. Etwa seit den 1920er Jahren gibt es Baumaschinen wie Bagger, Planierraupen, Laderaupen, die von Verbrennungsmotoren angetrieben werden. Diverse Fahrwerke ermöglichen ihren Einsatz auch in unwegsamem Gelände.

## Zielsetzung

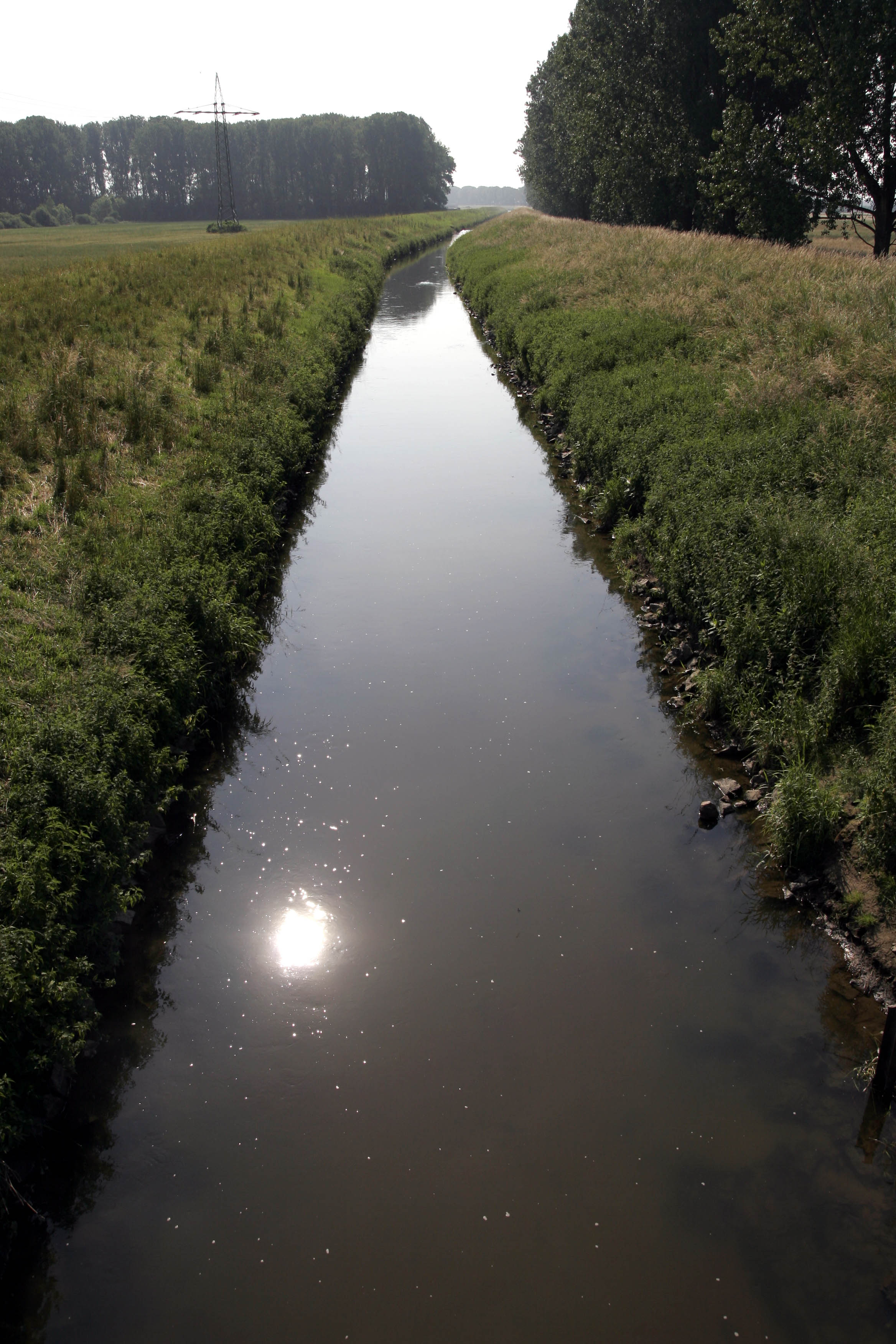
Die begradigte Weschnitz bei Biblis

Häufig dienen Flussbegradigungen dazu, den Fluss für die Schifffahrt nutzbar zu machen. Manchmal steht auch die Landgewinnung oder die dauerhafte Festlegung von Landes-, Gemeinde- und Grundstücksgrenzen im Vordergrund. Wird der Flusslauf baulich festgelegt, kann – bei entsprechenden wasserbaulichen Maßnahmen, wie beispielsweise geplante Retentionsflächen – sogar ein Hochwasserschutz erreicht werden. In der Regel steigern Begradigungen allerdings die Hochwasserprobleme.
Üblicherweise wurde bei sedimentreichen Flüssen neben dem Durchstechen der Flussschleifen bzw. Umlaufberge erst eine verhältnismäßig niedrige Uferbefestigung mittels Faschinen vorgenommen, die unterhalb der Hochwasserlinie lagen. Bei Hochwasser konnte sich das Flussbett in das Überschwemmungsgebiet ausbreiten, was die Strömungsgeschwindigkeit wieder etwas minderte. Geröll konnte sedimentieren und das Land hinter dem Damm erhöhen.
Allerdings wurde nach mehrfacher Erhöhung des Hinterlandes oft ein Hochwasserdamm angelegt und das so gewonnene Hinterland bebaut, wodurch die Strömungsgeschwindigkeit und der Wasserstand im Hochwasserfall extrem stark zunahm.

## Anwendungsbeispiele

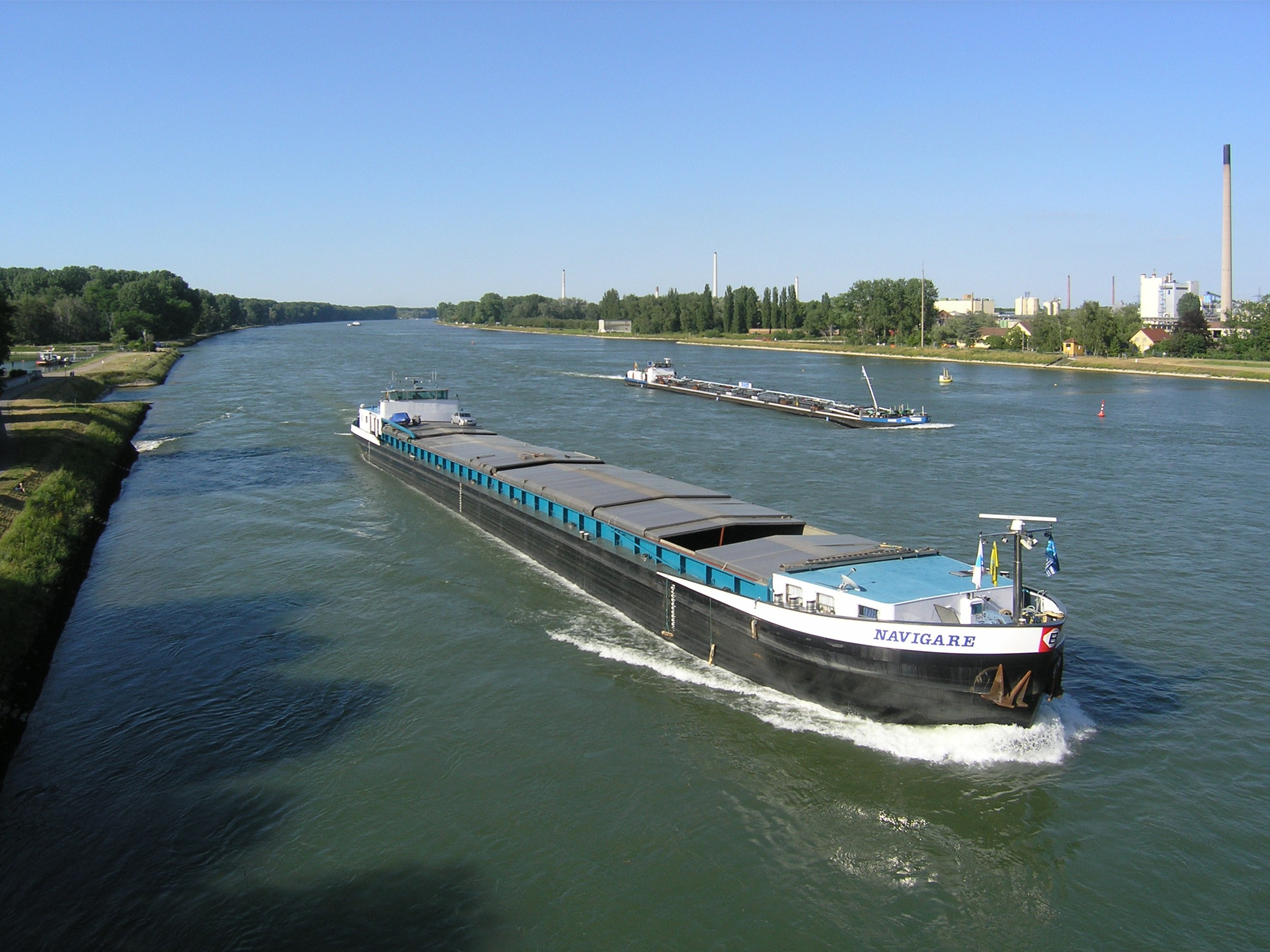
Binnenschiffe auf dem begradigten Oberrhein

In Deutschland gibt es nur noch sehr wenige naturnah mäandrierende Flüsse. Bekannte Beispiele für Flussbegradigungen sind die Juragewässerkorrektion im Schweizer Seeland und die Begradigung einiger Rhein-Abschnitte.
Weitere bekannte Beispiele in Deutschland sind die Rheinbegradigung (1817–1876) und die Weserkorrektion (1887–1895). Flussbegradigungen wurden aber auch bis in die 2. Hälfte des 20. Jahrhunderts an etlichen kleineren Gewässern durchgeführt.
Mittlerweile ist es das Ziel der Europäischen Union, im Rahmen der Wasserrahmenrichtlinie einen möglichst naturnahen Zustand mit höherer Gewässergüte wiederherzustellen. Dies kann im Einzelfall auch zu einem Rückbau vorangegangener Flussbegradigungen führen.

## Nachteile

### Hochwasser
Flüsse mäandern natürlicherweise und fließen dadurch langsam, was unter anderem zu einer natürlichen Minderung von Hochwassern führt. Zwischen den Mäandern bilden sich Flussauen, die natürliche Überschwemmungsflächen bilden, welche bei hohen Pegelständen überstaut werden und dabei größere Wassermengen zwischenspeichern können.
Die Flussbegradigung verschlechtert die Hydromorphologie auf zweierlei Weise. Erstens führt sie dazu, dass stromabwärts die Pegel schneller und stärker steigen, weil die Nebenflüsse ihr Hochwasser durch die höhere Fließgeschwindigkeit bei verkürzter Streckenlänge nicht mehr nacheinander, sondern synchron in den Unterlauf abgeben. Zweitens fehlen in der Regel die Flussauen als Überschwemmungsflächen, welche die Wassermassen aufnehmen könnten.
Aus ähnlichen Gründen werden auch Begradigungen in den quellnahen Gebirgsgebieten für Hochwasser mitverantwortlich gemacht. Mancherorts laufen daher Bemühungen zur Renaturierung der Oberläufe, was schon wegen der geringeren Größe leichter gelingt als bei den großflächigen Regulierungen im Mittel- oder Unterlauf.

### Absenkung des Grundwasserspiegels

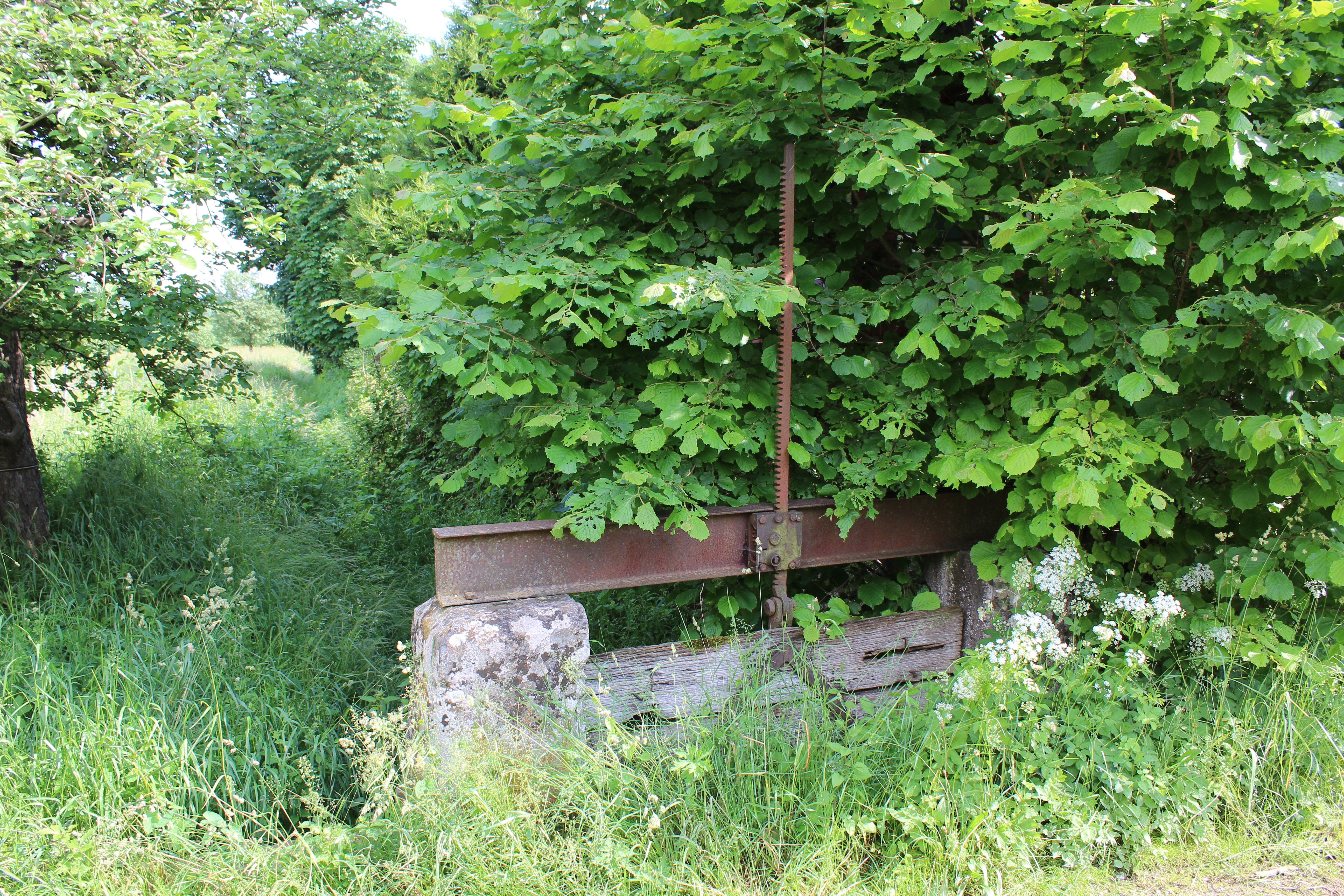
Historische Wassersperre, die im 19. Jahrhundert aufgrund der Flussbegradigung der Tauber errichtet werden musste

Flussbegradigungen senken in der Regel den Grundwasserspiegel, beispielsweise bei der Begradigung der Tauber in den 1890er Jahren. Die Landwirte konnten auf den angrenzenden Flächen in der Folge weniger Grünfutter für ihre Nutztiere erzeugen und waren gezwungen, einzelne Wiesenabschnitte durch Wassergräben und Wassersperren künstlich zu bewässern.

### Beeinträchtigung des Ökosystems
Aus ökologischer Sicht werden Flussbegradigungen negativ bewertet, weil sie das Ökosystem eines Fließgewässers beeinträchtigen, verkleinern oder sogar vernichten. Das in der europäischen Wasserrahmenrichtlinie formulierte Ziel einer hohen Gewässergüte ist bei begradigten Flussläufen nicht zu erreichen, da viele in den Flüssen oder den angrenzenden Auen lebende oder sich dort fortpflanzende seltene Tierarten wie Fische, Otter, Muscheln oder Wasservögel und viele Pflanzenarten durch Flussbegradigungen und die Vernichtung der Altarme ihren Lebensraum verlieren.